# Palestina, Tabasco
Palestina är en ort i Mexiko.   Den ligger i kommunen Paraíso och delstaten Tabasco, i den sydöstra delen av landet, 600 km öster om huvudstaden Mexico City. Palestina ligger 9 meter över havet och antalet invånare är 320.
Terrängen runt Palestina är mycket platt. Runt Palestina är det ganska tätbefolkat, med 179 invånare per kvadratkilometer. Närmaste större samhälle är Comalcalco, 9,3 km söder om Palestina. Omgivningarna runt Palestina är en mosaik av jordbruksmark och naturlig växtlighet.